# Alessandra Acciaiová
Alessandra Acciaiová, v nepřechýlené formě Acciai (* 12. prosince 1965 Řím), je italská herečka.

## Život
Debutovala roku 1987 ve filmu režiséra Lamberta Bavy Il gioko. Roku 1994 byla označena za nejlepší novou herečku roku ve filmu Anni ribelli. Následovaly další role ve filmech jako La vera vita di Antonio H. (1995), Uomini senza donne, La classe non è acqua (1997).
Známou se stala rolí Cory v televizním seriálu Incantesimo série (1998–2001).

## Filmografie
- Casa mia, casa mia... (1987)
- Nulla ci può fermare (Agenzia investigativa) (1989)
- Ferdinando uomo d'amore (1990)
- Una fredda mattina di maggio (1990)
- Venere paura (1991)
- Le donne non vogliono più (1993)
- Anni ribelli (1994)
- Il giorno del giudizio (1994)
- La vera vita di Antonio H. (1994)
- Albergo Roma (1996)
- Uomini senza donne (1996)
- Profili (1996)
- La lettera (1997)
- La terza luna (1997)
- La classe non è acqua (1997)
- Oltre la giustizia (Bajo bandera, 1997)
- Il gioco (2000)
- Princesa (2001)
- Poco più di un anno fa (Diario di un pornodivo) (2003)
- Come mosche (2005)

### Televize
- Il gioko (1999)
- ...e se poi se ne vanno? (1989)
- Scoop (1991)
- Morte di una strega (1996)
- Teo (1997)
- Due donne contro (1997)
- Una donna per amico (1998)
- Il maresciallo Rocca 2 (epizoda Senza perché, (1998)
- Incantesimo (1998)
- Incantesimo 2 (1999)
- Mai con i quadri (1999)
- Incantesimo 3 (2000)
- Lupo mannaro (2000)
- Qualcuno da amare (2000)
- Incantesimo 4 (2001)
- Un papà quasi perfetto (2003)